# Macey (motorfiets)
Macey is een historisch motorfietsmerk.
De Britse ingenieur David Macey presenteerde in 1970 een 250 cc achtcilinder wegracemotor. De machine had twee parallelle rijen van vier luchtgekoelde cilinders die in de lengte in het frame lagen. De cilinderkoppen hadden waterkoeling. Elke cilinder had zijn eigen krukas. De krukassen waren via tandwielen met elkaar verbonden.